# Vuelve a mi lado
Vuelve a mi lado (On a Clear Day You Can See Forever) es una película estadounidense musical fantástica y dramática de 1970 dirigida por Vincente Minnelli y adaptada del musical homónimo, de 1965, obra de Alan Jay Lerner. En cuanto a la composición, corre a cargo de Burton Lane.
La producción cinematográfica está considerada por American Film Institute como una de las 100 mejores películas musicales de todos los tiempos.

## Argumento
Por deseo expreso de su prometido, Daisy Gamble (Barbra Streisand), fumadora empedernida, asiste a una conferencia organizada por el psiquiatra Marc Chabot (Yves Montand). Sin embargo, en una de las sesiones de hipnosis dirigidas a otro paciente resulta hipnotizada por accidente. 
Consciente del poder de la autosugestión, Gamble le pide ayuda mediante hipnosis para dejar su adicción al tabaco. A medida que va progresando, este descubre que su paciente puede ser la reencarnación de Lady Melinda Winifred Waine Tentrees, una mujer seductora del siglo XIX, hija ilegítima de una criada de cocina. 
Para más complicaciones, ambos irán enamorándose entre sí.

### Diferencias con la obra musical
Para la adaptación de la obra musical a la gran pantalla, Jay Lerner realizó varios cambios al respecto, siendo la nacionalidad del personaje principal masculino uno de ellos uno de ellos (francés en lugar de austriaco). En cuanto al personaje interpretado por Streisand, se cambió la cronología de las escenas de Melinda y el trasfondo de su familia. También se añadió el personaje de Tad Pringle como hermanastro de Daisy. Aparte, se modificaron varios aspectos de la relación futura de Daisy y Marc; y por otro lado se excluyeron otros números musicales.

## Reparto
- Barbra Streisand es Daisy Gamble.
- Yves Montand es Marc Chabot.
- Larry Blyden es Warren Pratt.
- Bob Newhart es Dr. Mason Hume
- Simon Oakland es Dr. Conrad Fuller
- John Richardson es Robert Tentrees.
- Jack Nicholson es Tad Pringle.
- Roy Kinnear es Príncipe regente.

## Números musicales
El rodaje tuvo lugar en varios puntos de Nueva York y en el condado inglés de Sussex del Este.
Paramount Pictures pensó en un principio en producir una película de cerca de tres horas, sin embargo los ejecutivos obligaron a Minelly a reducir la duración por razones de tiempo. Con estos cambios se vieron afectados varias escenas musicales: Wait Till We're Sixty-Five, She Isn't You y On the S.S. Bernard Cohn, aunque se puede escuchar la melodía de esta última.
1. "Hurry! It's Lovely Up Here" – Daisy
2. "On a Clear Day" – Orquesta y coro
3. "Love with All the Trimmings" – Daisy
4. "Who Is There Among Us Who Knows" – Tad con Daisy (escena eliminada antes del estreno)
5. "Melinda" – Marc
6. "Go to Sleep" – Daisy
7. "He Isn't You" – Daisy
8. "What Did I Have That I Don't Have?" – Daisy
9. "Come Back to Me" – Marc
10. "On a Clear Day" – Marc
11. "On a Clear Day" (Reprise) – Daisy

## Recepción
Tras su estreno, las críticas recibidas fueron dispares. No obstante es una de las pocas producciones en obtener el 100% de nota en Rotten Tomatoes.
Vincent Canby de The New York Times afirmó que la película iba "a trancas y barrancas":

Las escenas que ralentizan el progreso de la película son [en ocasiones] adorables y los consecuentes arranques más frecuentes que los autobuses de la Quinta Avenida. El filme es una obra de Broadway en casi todas las escenas. Barbra Streisand [por aquel entonces] de 22 años y cuyo acento yiddish es tan marcado hasta tal punto de parecerse a un impedimento del habla, define la inocencia cuando se sienta con las piernas juntas al tiempo que estira su pie. Manerismo que pudo haber cogido de Mary Pickford. El trabajo de Minnelli tras la cámara en cambio fue algo tedioso, sin embargo se pudo compensar con el trabajo de ambos mediante el intercambio de escenarios. El amor de Minnelli por la escenografía transforma la película en una fantasía realista y a la actriz principal en un personaje divertido y atractivo que recita sus frases como si estuviese imitando a Margaret Leighton. [Ella] Es muy buena, de hecho, si no hubiese sabido lo mala que era sincronizando el movimiento labial, hubiese jurado que otra la estaba sustituyendo.

Gene Siskel del Chicago Tribune valoró la producción con 3½ estrellas de 4 y añadió: "es un musical para ver más de una vez si no es para siempre". Más crítico se mostró Charles Champlin de Los Angeles Times al afirmar: "es tan buena como tiene que ser, aun así es aburrida. No hay razón para enloquecer, ni para mostrar desagrado. Nada importante, ni para mostrar entusiasmo". Tom Milne de The Monthly Film Bulletin en cambio se mostró decepcionado de que "dos de las mejores y adorables canciones: On the S.S. Bernard Cohn y Wait Till We're Sixty-Five"" no fuesen incluidas en la película y añadió: "sin estas dos piezas, es solo una mera comedia romántica con canciones encantadoras".
Desde TV Guide puntuaron el filme con 2½ estrellas de 4 y valoraron positivamente tanto los escenarios como el vestuario, sin embargo se mostraron más críticos con el guion. Opinión similar desde Time Out London, donde hicieron una reseña positiva en cuanto a la escenografía entre el pasado y el presente, pero con un "guion largo y frívolo con algunos momentos muy intrincados", aunque valoraron la actuación de los actores principales de manera positiva.